# Damir Avdić
Damir Avdić (SFRJ, 1964), poznat i kao Graha, Diplomatz ili Bosanski psiho, je andergraund muzičar i umetnik iz Tuzle. Dugi niz godina je svirao u hardkor-punk bendu Rupa u zidu, a sada nastupa samostalno (električna gitara i glas).
Godine 2004. izdao je album …od trnja i žaoka za etiketu Slušaj najglasnije! iz Zagreba sa 12 pesama od kojih su neke: Brate, Diplomac, Lucifer, Abdulah... Iako pesme, prema mišljenju mnogih, zvuče oporo i teško, Damir sam kaže da su ljubavne. Na omotu CD-a je prekrižena slika Če Gevare, a Damir o tome govori: „Ovo je album za odrasle. Ne mislim na godine, naravno. Već na one koji su svjesni da je Che Guevara danas samo brand kao Diesel, Puma, Hilfiger. Barikade danas kroji Armani. Zato su svi na njima. Nema tu ni kurca od revolucije.“
Godine 2008. izdaje album Mrtvi Su Mrtvi za etiketu Moonlee Records, opet sa 12 pesama. Na omotu je ponovo slika Če Gevare, samo što je ovog puta njegovo lice zamenjeno mrtvačkom glavom.
Avdić je još i autor romana „Na krvi ćuprija“, koji je tematski povezan sa muzičkim izdanjem, i bavi se „urbanim frustracijama“ prosečnog BiH mladića.

## Diskografija
- …od trnja i žaoka (Slušaj najglasnije!, 2004)
- Mrtvi Su Mrtvi (Moonlee Records, 2008)
- Život je raj (Moonlee Records, 2010)
- Mein Kapital. (Kapital Rekord, 2012)
- Human Reich (Kapital Rekord, 2013)
- Manjina (Kapital Rekord, 2015)
- Amerika (album Damira Avdića) (Kapital Rekord, 2017)
- Radikalno šik (Kapital Rekord, 2019)
- Mainstream Horror (Kapital Rekord, 2022)

## Spoljašnje veze
- prezentacija
- Intervju Damira Avdića za Pionirov glasnik
- Intervju Damira Avdića za Popboks